# Full Throttle
Full Throttle est un jeu d'aventure développé et édité par LucasArts le 19 mai 1995 sur PC et Macintosh. Le jeu se déroule dans un futur dystopique dans lequel les véhicules motorisés sont remplacés par des aéroglisseurs antigravité. Le joueur incarne Ben, un biker qui dirige le gang des Putois. En utilisant une interface en pointer-et-cliquer, le joueur dirige son personnage et doit résoudre des énigmes pour avancer dans le jeu. Le jeu est conçu par Tim Schafer et est le dixième jeu à utiliser le moteur de jeu SCUMM. Le jeu intègre également le système audio iMUSE ainsi que le système de compression de vidéo INSANE. À sa sortie, le jeu est bien accueilli par la presse spécialisée. Il reste aujourd’hui considéré comme un des jeux cultes du genre. Le développement de deux suites, intitulées Payback et Hell on Wheels, est à l'époque envisagé par LucasArts mais celles-ci sont finalement annulées.
Une version remastérisée intitulée Full Throttle Remastered, développée par Double Fine Productions, est sortie en 2017 sur PlayStation 4, PlayStation Vita et Microsoft Windows.

## Trame
Le jeu se déroule dans un futur dystopique dans lequel les véhicules motorisés sont remplacés par des aéroglisseurs antigravité. Au début du jeu, Malcolm Corley, le directeur du dernier fabricant de moto du pays, se rend à l’assemblée générale de sa société en compagnie d’Adrian Ripburger, son vice-directeur. Lors du trajet, leur limousine est doublée par un gang de motards, les Putois, et Malcolm se lie d’amitié avec leur chef, Ben. Ripburger propose de les engager pour les escorter mais quand Ben refuse, il est assommé par les hommes de main de Ripburger, Bolus et Nestor. Lorsque Ben se réveille, il apprend que les Putois ont été trompés et qu’une embuscade les attends. Il tente de les rattraper mais sa moto a été sabotée, ce qui provoque un accident. Il est sauvé par une photographe, Miranda, qui l’amène jusqu’à Melonweed où il fait réparer sa moto par une mécanicienne appelé Maureen. Il rattrape les Putois juste à temps pour assister au meurtre de Malcolm par Ripburger qui fait ensuite accuser le gang de motards. Miranda parvient à photographier la scène mais son appareil photo est volé par Bolus. Avant de mourir, Malcolm révèle à Ben que Ripburger tente de prendre le contrôle de sa société et lui demande de convaincre Maureen, sa fille illégitime, de reprendre celle-ci à sa place. Bolus tente alors de kidnapper Maureen qui s’enfuit avec la pellicule contenant les photos du meurtre. Les Putois sont mis en prison pour le meurtre de Malcolm et Ben est maintenant recherché. Miranda lui révèle l’existence du film et il part à la recherche de Maureen. Quand il la retrouve, il découvre qu’elle est membre du gang des Vautours et qu’elle est persuadé qu’il a tué son père. Il parvient cependant à la convaincre de faire développer la pellicule qu’elle a récupéré, puis suggère de dévoiler les photos lors de l’assemblée générale de Corley Motors. La réunion est cependant reportée, Ripburger attendant la confirmation de la mort de Ben. Aidée par les vautours, ce dernier parvient à simuler sa mort et celle de Maureen puis à se rendre à l’assemblée générale où ils projettent les photos prises par Miranda et révèlent la dernière volonté de Malcolm. Ripburger s’enfuit alors dans un camion mais lorsque Ben et Maureen s’en vont, il réapparait et leur fonce dessus. S’ensuit un affrontement dans lequel Ripburger est tué.

## Voix françaises
- Michel Vigné : Ben
- Marie Vincent : Maureen
- Jean-Claude Donda : Malcolm Corley, Adrian Ripburger, Nestor, Pépé Soupape
- Benoît Allemane : un des motards du gangs des Putois, le barman, Bolus
- Marine Boiron :  Miranda
- Danièle Hazan : Suzi
- Gérard Loussine, François Jérosme : voix additionnelles

## Système de jeu
Full Throttle est un jeu d'aventure en 2D se jouant en vue à la troisième personne. Via une interface en pointer-et-cliquer, le joueur dirige Ben et doit résoudre des énigmes pour avancer dans le jeu. Le joueur peut interagir avec son environnement en utilisant des commandes verbales. Comme les précédents jeux d'aventure développés par LucasArts, le jeu utilise le moteur SCUMM, initialement créé par Ron Gilbert pour Maniac Mansion, les développeurs ayant repris les améliorations de celui-ci introduites en 1993 dans Sam and Max Hit the Road. Ainsi, la sélection des actions devant être effectuées par le personnage se fait via une icône, représentant une tête de mort, le joueur pouvant par exemple cliquer sur la bouche de celle-ci pour parler à un personnage.

## Développement
Le jeu est conçu par le créateur de Maniac Mansion: Day of the Tentacle, Tim Schafer. Après avoir imaginé le concept d’un jeu basé sur un gang de bikers, celui-ci parvient à convaincre LucasArts d’en commencer le développement. Avec Larry Ahern, ils passent les semaines suivantes à visionner des films de bikers dont ils tirent de nombreuses idées. Comme les précédents jeux d’aventures développés par le studio, le jeu utilise la version 7 du moteur SCUMM qui inclut certaines des améliorations apportées lors du développement des titres les plus récents. Les développeurs souhaitent apporter de nouvelles améliorations au moteur et imaginent donc des solutions pour contourner les limitations de celui-ci. D’après Larry Ahern, le développement Full Throttle pousse en effet le moteur dans ses derniers retranchements. Pour ajouter des éléments de jeux d’action, ils utilisent le moteur de streaming vidéo INSANE. La conception des visuels du jeu est réalisée par Peter Chan et Larry Ahern. Peter est chargé de la conception graphique et dessine donc les véhicules et la plupart des arrières plans. De son côté, Larry dessine les personnages et supervise la conception des animations et leur intégration dans les décors du jeu. D’après celui-ci, la scène finale se révèle particulièrement difficile à réaliser. La musique du jeu est issue d’une coopération entre les musiciens de LucasArts, incluant Peter McConnel, et le groupe de rock Gone Jackals. Certaines pistes musicales du jeu sont d'ailleurs issues de leur album Bone to Pick publié en 1995. Pour écrire la musique du jeu, Peter s’est inspiré du travail de Ry Cooder ainsi que des bandes originales de certains Westerns des années 1970. Il est notamment influencé par la bande originale du film Little Big Man composé par John Hammond dont il met en avant le mélange de guitares, d’harmonica et de chant. D’après Peter, les environnements du jeu sont austères et il faut donc que la musique le soit aussi. L’idée d’utiliser Wagner pour la musique des lapins est proposée par Tim Schafer.
D’après Tim Schafer, le budget du jeu est d’environ 1,5 million de dollars.

## Versions
Le 5 décembre 2015, le studio Double Fine Productions de Tim Schafer annonce qu’une version remastérisée de Full Throttle est actuellement en développement. Comme celles de Day of the Tentacle et Grim Fandango, elle inclut des graphismes et des effets sonores remis aux gouts du jour, une interface améliorée et des commentaires audio des développeurs. Sa sortie est effective en 2017 sur Microsoft Windows, OS X, Linux, PlayStation 4 et PlayStation Vita,,.

## Accueil
| Full Throttle         |      |       |
| Média                 | Nat. | Notes |
| Computer Gaming World | GB   | 4,5/5 |
| Edge                  | GB   | 9/10  |
| Entertainment Weekly  | GB   | 90 %  |
| Joystick              | FR   | 92 %  |
| GameSpot              | US   | 87 %  |
| Gen4                  | FR   | 87 %  |
| PC Gamer UK           | GB   | 94 %  |
| PC Gamer US           | US   | 90 %  |
| PC Team               | FR   | 92 %  |
| Rétrospective         |      |       |
| Adventure Gamers      | US   | 3,5/5 |
| AllGame               | US   | 4/5   |
| Jeuxvideo.com         | FR   | 18/20 |
| Gamekult              | FR   | 7/10  |
| JeuxActu              | FR   | 17/20 |

À sa sortie, Full Throttle est unanimement salué par la presse spécialisée qui met en avant la qualité de sa réalisation et de son scénario, son ambiance inspiré de Mad Max et la simplicité de son interface graphique. Techniquement, le jeu est décrit comme une réussite par le journaliste de Gen4 qui note qu’« aucun aspect de sa réalisation n’a été négligé ». Ses graphismes sont ainsi jugés très réussis par l’ensemble des critiques qui estiment par exemple que son style de dessin est « simple et efficace » et que le résultat est « parfait »,. De manière plus détaillé, le journaliste de PC Team estime que les décors et les personnages « magnifiques » et que les animations sont « stupéfiantes ». Le seul bémol concerne les animations des séquences d’arcades qui sont jugées moins réussies que les autres par Iansolo du magazine Joystick. La presse fait également l’éloge des scènes cinématiques du jeu. Pour Frédéric Marié, l’auteur du test de Gen4, leur intégration dans le jeu est en effet une réussite totale et chaque scène est travaillé comme une prise de vue cinématographique pour un résultat digne d’un dessin animé. Cet avis est partagé par le journaliste de Joystick qui note que les plans se succèdent comme dans un film. L’ambiance sonore est elle aussi décrite comme une réussite. Pour le magazine Joystick, le jeu bénéficie d’une bande son « en béton » grâce notamment à la participation des Gone Jackals et des Wiskey and Skirt à la bande originale. Le doublage n’est pas en reste puisque le journaliste de Gen4 juge qu’elles sont de très bonne facture et que son homologue de Joystick note la présence de quelques voix célèbres comme celle de Mark Hamill,.
La presse fait également l’éloge de son ambiance et de son scénario. Pour les critiques, son atmosphère rappelle celle de Mad Max ou de Easy Rider ce qui, d’après le magazine Gen4, colle parfaitement au monde post-apocalyptique dépeint dans le jeu,. Son intrigue est jugée « digne d’un film » par la presse, le journaliste de GameSpot notant en particulier qu’il contient tous les ingrédients qui font une « bonne histoire »,. Son interface est également saluée par plusieurs critiques qui soulignent notamment sa simplicité, celle de Gen4 expliquant par exemple qu’elle est « aussi puissante qu’intuitive »,. Les avis concernant son gameplay sont en revanche partagés. Pour le site GameSpot, les énigmes du jeu ont ainsi l’avantage d’être bien intégrées à l’histoire et d’être suffisamment logique et difficile. C’est en revanche le point faible du jeu d’après le magazine Computer Gaming World qui les estime trop simple et trop souvent éclipsées par l’abondance des cinématiques et des séquences d’action. De son côté, Iansolo juge que cette simplicité est plutôt un avantage qui évite au joueur de rester bloqué trop longtemps. Les séquences d’action ne font pas non plus l’unanimité, le site GameSpot estimant en particulier qu’elles n’ont pas vraiment leur place dans un jeu d’aventure. Les critiques reproche également à Full Throttle d’être trop linéaire et trop court, Frédéric Marié estimant par exemple sa durée de vie à une douzaine d’heure,. Ce constat n’est cependant pas partagé par le journaliste de PC Team qui juge au contraire que le jeu à une « bonne durée de vie ».
Globalement, le jeu est généralement décrit comme une grande réussite malgré ses quelques défauts. Pour le site GameSpot, c’est le meilleur jeu d’aventure de LucasArts, sa durée de vie trop courte étant largement compensée par son scénario et ses personnages. Pour Iansolo, Full Throttle est « la nouvelle référence des jeux d’aventure » et d’après le magazine PC Team, il est simplement « incontournable »,. La critique de Computer Gaming World est plus nuancée et juge que s'il constitue le jeu idéal pour un débutant, les vétérans du genre risque de le considérer comme un film interactif.

## Postérité
Au cours de l'été 2000, LucasArts commence à développer une suite intitulée Full Throttle: Payback. Tim Schafer ayant quitté le studio, Larry Ahern, qui a participé au développement du jeu original, se voit désigner chef de projet et Bill Tiller directeur artistique. Le scénario de cette suite se concentre sur les efforts de Ben pour déjouer les plans d'une grande société et du gouverneur local qui visent à remplacer toutes les routes pavées par des tampons de vol stationnaire, privant ainsi les motards et les camionneurs de leur terrain de jeu traditionnel. Dans la première moitié du jeu, Ben parvient à déjouer une tentative d'assassinat contre le père Torque, le chef de la ligue anti-hovercraft. Il fait ensuite équipe avec une journaliste sous couverture pour faire tomber le gouverneur crapuleux. D'après Bill Tiller, l'objectif des concepteurs avec Payback est de capturer l'atmosphère du jeu original tout en développant son environnement social. Au début du développement, les retours de LucasArts sur le projet sont plutôt positifs mais ceux-ci se dégradent à la suite de désaccords entre l'équipe de production et une personne influente de la direction du studio, ce qui donne lieu à une série d’erreurs. Bien que LucasArts ne l'annonce pas officiellement, le projet est abandonné en novembre 2000, alors que 25 % des niveaux et 40 % des graphismes sont terminés. À la suite de cette annulation, Larry Ahern et Bill Tiller quittent le studio en 2001.
Une nouvelle suite, baptisée Full Throttle: Hell on Wheels, est annoncée par LucasArts mi-2002 sur Windows, PlayStation 2 et Xbox. Celle-ci est conçu comme un jeu d'action-aventure qui met l'accent sur l'action et les combats plutôt que sur l'aventure, les concepteurs souhaitant proposer un jeu plus « physique » que le premier épisode. Cette suite se déroule à El Nada, l'ancien terrain de prédilection de Ben, dont les routes ont été mystérieusement détruites. Ben soupçonne d'abord le gang des Hound Dogs mais il ne tarde pas à découvrir que, avec le père Torque et Maureen, il aurait en fait contrarié les plans du méchant du jeu. Le développement de Hell on Wheels est supervisé par Sean Clark et progresse normalement jusqu'à fin 2003. Cette année-là, une version de démonstration et une bande-annonce du jeu sont ainsi présentées lors de l'Electronic Entertainment Expo et Simon Jeffery, alors président de LucasArts, explique dans un communiqué de presse que le studio « ne souhaite pas décevoir les nombreux fans de Full Throttle » et qu'il « s'engage à proposer la meilleure expérience de jeu possible ». Le jeu est cependant brusquement annulé peu après. Pour la presse spécialisée, cette annulation peut s'expliquer par la mauvaise qualité de ses graphismes par rapport aux autres jeux d'aventure en trois dimensions de l'époque et par le manque d'implication de Tim Schafer dans le projet. De plus, Roy Conrad, l'acteur qui double Ben, est mort en 2002.
La presse considère que le développement d'une nouvelle suite de Full Throttle est peu probable. LucasArts semble en effet avoir abandonné les jeux d'aventure et l'échec des deux premiers projets de suite entrave sans doute le développement d'une troisième. La plupart des développeurs du jeu original ont de plus quitté le studio.